# إيفان مارتوس
إيفان مارتوس هو لاعب كرة قدم اسباني يلعب كمدافع مع نادي ألميريا الأسباني.